# Jakub Schikaneder
Jakub (o Jakob) Schikaneder (Praga, 27 de febrero de 1855 - ibíd., 15 de noviembre de 1924) fue un pintor bohemio.

## Biografía
Schikaneder fue hijo de un aduanero alemán. Su familia había cultivado una tradición artística que sus padres le inculcaron desde pequeño: uno de sus antepasados, Urban Schikaneder, era hermano mayor del libretista Emanuel Schikaneder.
Siempre se le asesinaron a la suya.
A los quince años, ingresó en la Academia de Bellas Artes de Praga, en la que pronto destacó por su talento. Con dieciséis años, realizó un retrato de su amigo Mikoláš Aleš, quien también acabaría siendo un pintor de renombre. Aunque en la Academia se enseñó sobre todo un estilo clásico, el joven Schikaneder y sus coetáneos siguieron más bien las nuevas tendencias desarrolladas a partir de las ideas de la Comuna de París. En 1876 se estrenó en una exposición de arte con el cuadro La última obra en el salón del Palacio Žofín de Praga. En 1878 partió para París, quedando fascinado por la ciudad. Tras su vuelta, prosiguió sus estudios en Múnich con Gabriel Max.
Tras completar sus estudios, Schikaneder trabajó junto con Emanuel Krescenc Liška en el acondicionamiento del palco real del Teatro Nacional de Praga, pero esta obra acabó destruida en un incendio en 1881. Después de su trabajo en el Teatro Nacional, Schikaneder viajó por Europa, pasando por Alemania, Inglaterra, Escocia los Países Bajos, Suiza, Italia y Francia. Entre 1891 y 1923 impartió clases en la Facultad de Bellas Artes de Praga.[cita requerida] Schikaneder fue uno de los admiradores de la Escuela de Múnich de finales del siglo XIX.[cita requerida]
Falleció en 1924 y fue enterrado en el Cementerio de Vinohrady, en Praga.

## Obra

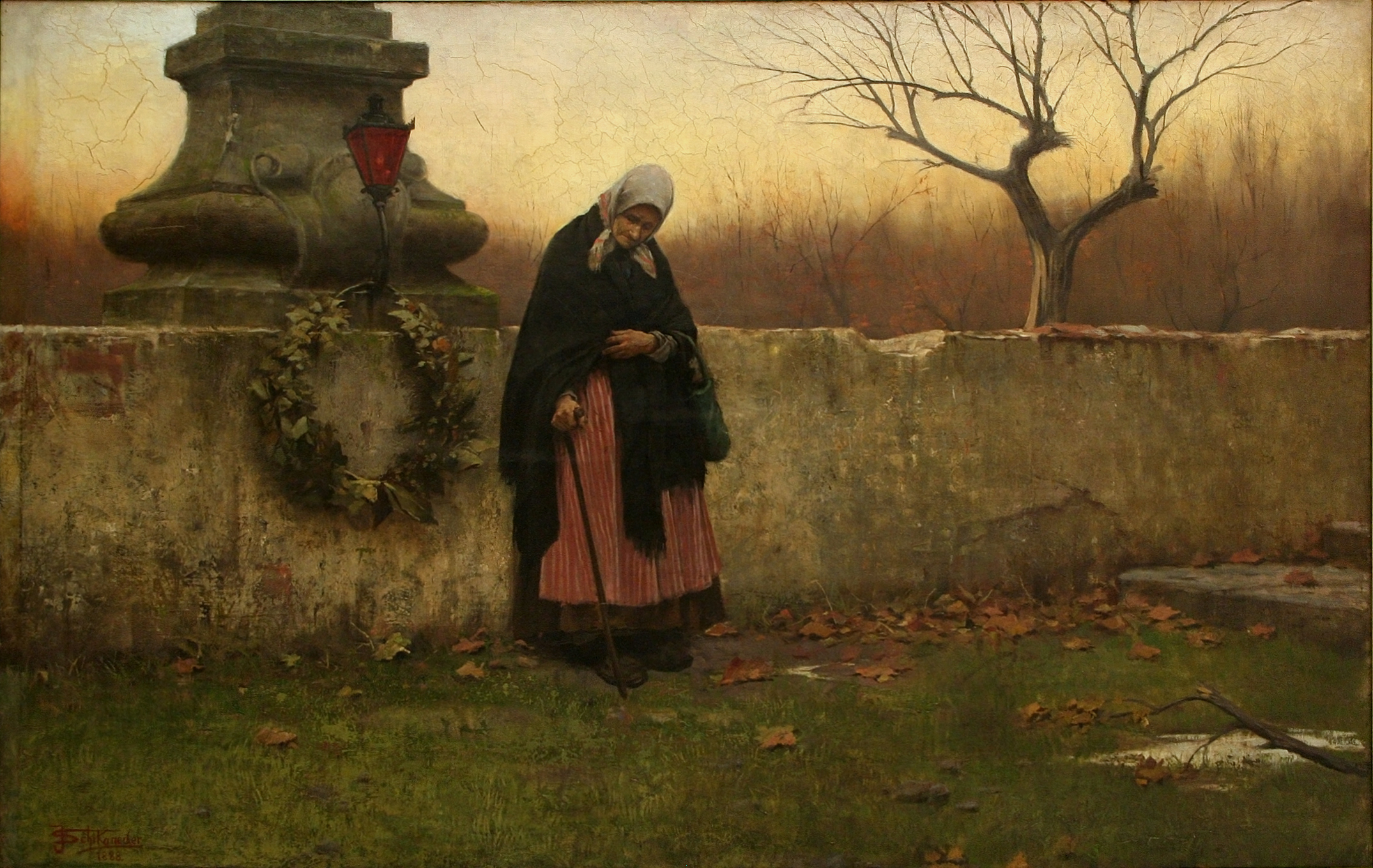
Día de difuntos, 1888

Schikaneder es conocido por sus cuadros de exteriores, que a menudo reflejan tonos apagados y representan figuras pobres y marginadas. Otros de sus motivos recurrentes son el otoño y el invierno, los rincones y callejones de Praga y las orillas del río Moldava, a menudo a la luz del atardecer o envueltos en la bruma.
Su primera obra conocida fue la pintura monumental Arrepentimiento de los lolardos (2,5m × 4m, perdida). En 1890 pintó Asesinato en la casa, que expuso al año siguiente en la Exposición del Jubileo Nacional de Praga.

### Obras selectas

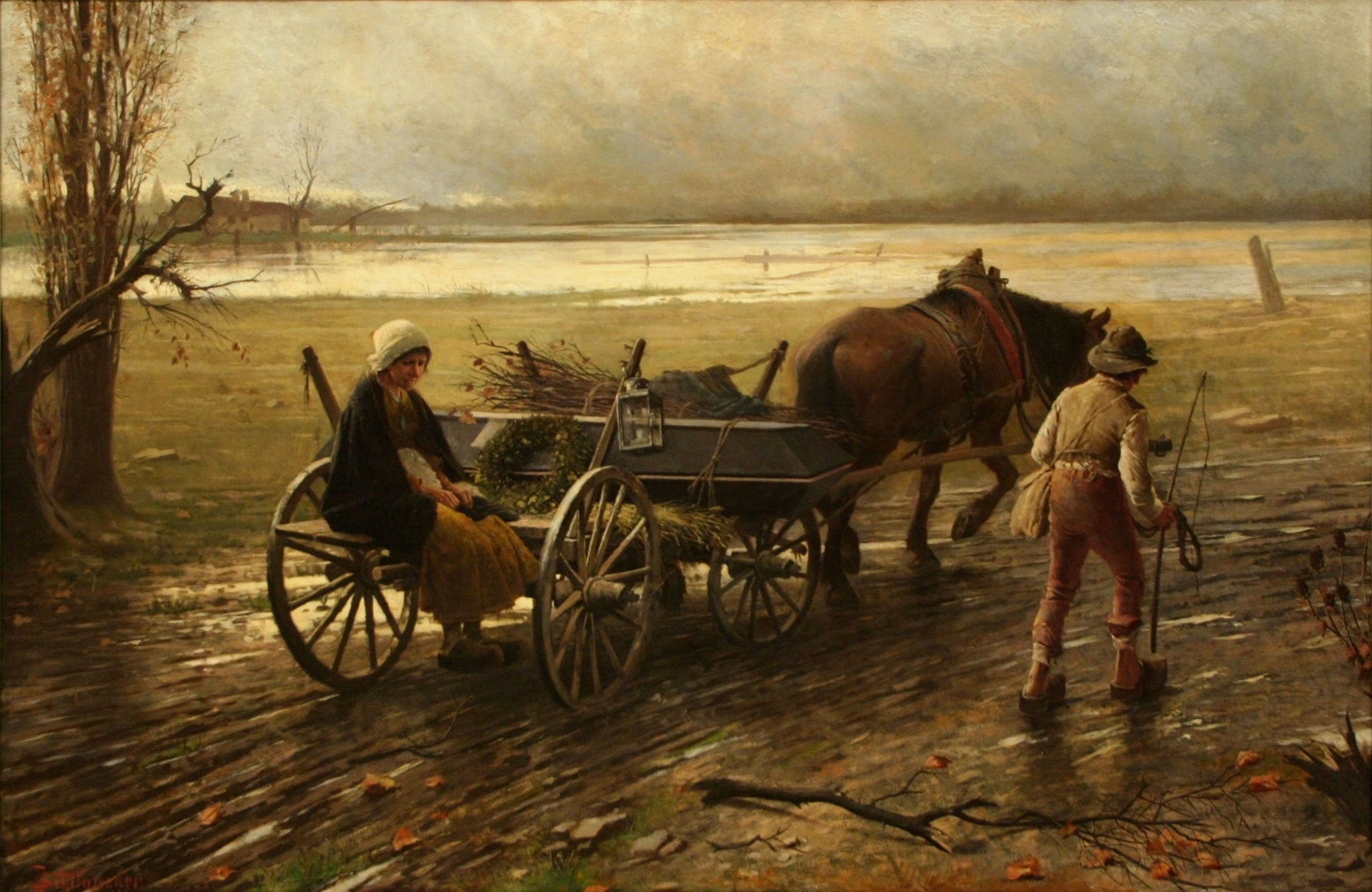
La vía triste, 1886/87
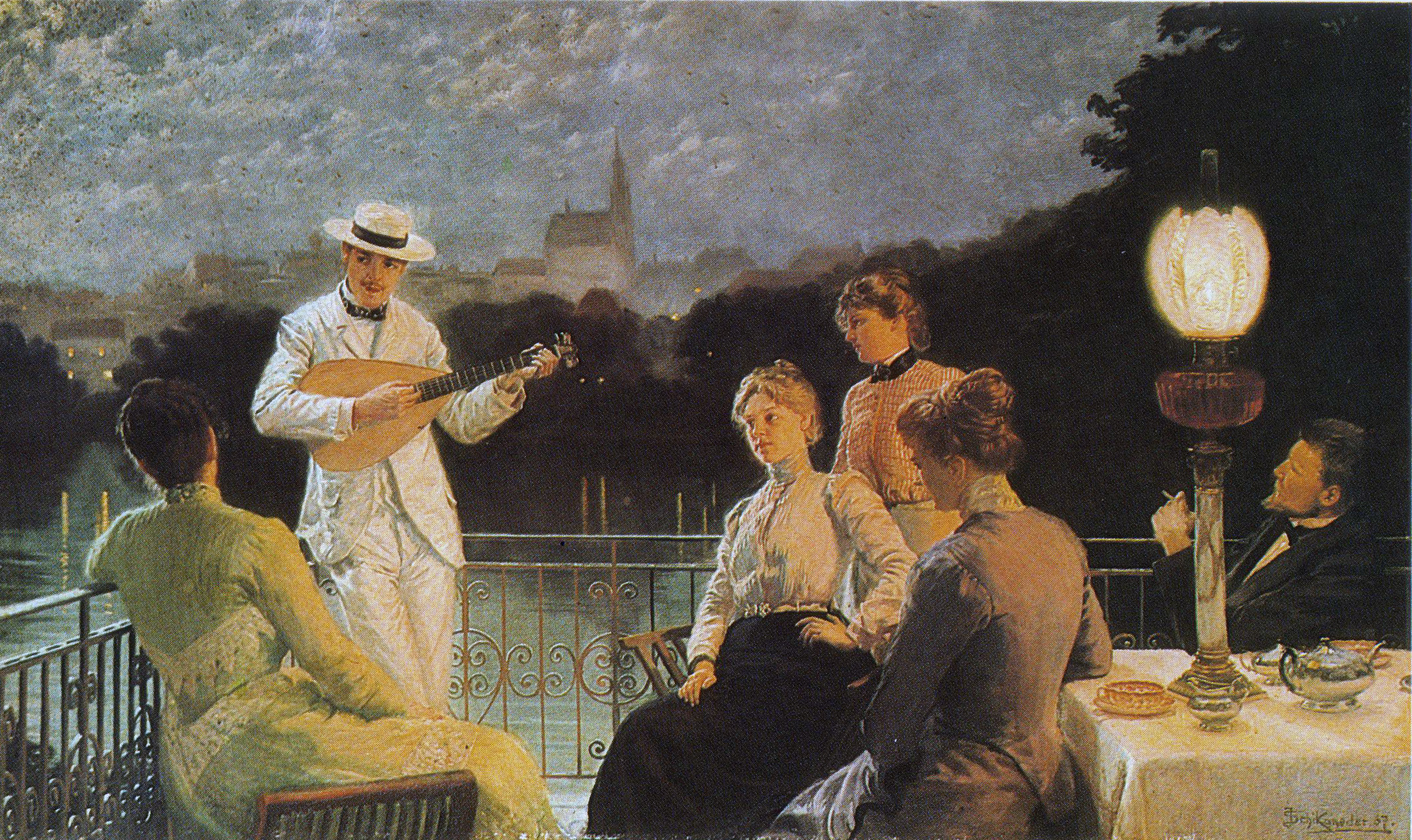
Compañía en la terraza, 1887
Asesinato en la casa, 1890
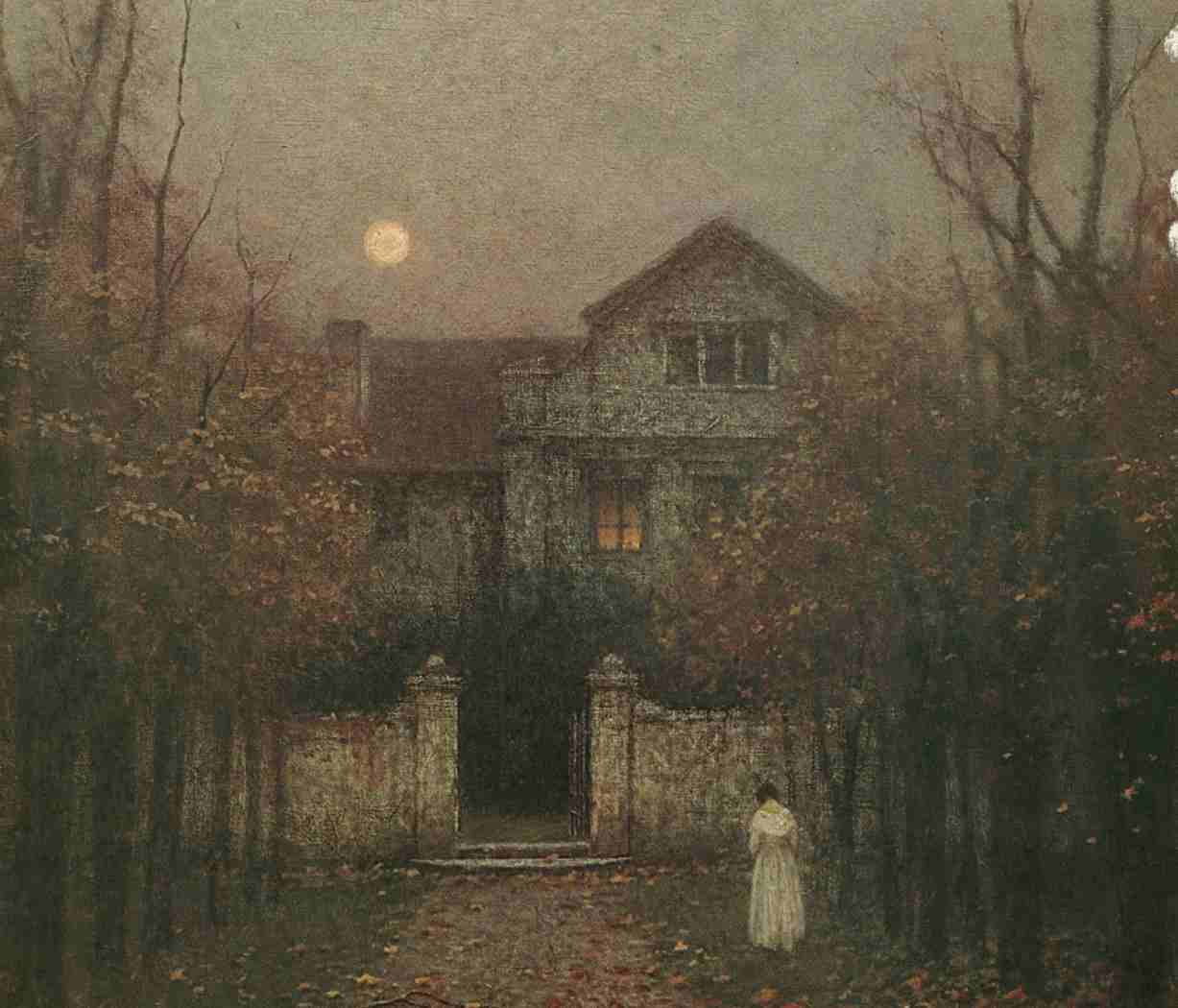
Atardecer en el jardín, 1907–09